# Vytautas Miškinis
Vytautas Miškinis, né le 5 juin 1954 à Vilnius (République socialiste soviétique de Lituanie, URSS) est un compositeur et professeur de musique lituanien. 

## Biographie
Vytautas Miškinis a étudié et enseigné par la suite dans le principal conservatoire lituanien, l'Académie de musique et de théâtre de Lituanie. Il dirige le chœur d'enfants Ąžuoliukas (en) depuis 1979, et a également dirigé d'autres chœurs lituaniens. Il a composé plusieurs centaines d’œuvres, dont 14 messes, 150 motets et litanies et 350 chants profanes, principalement pour chœur d'enfants.